# Gent-Wevelgem (Frauenrennen)
Im Rahmen der Straßenradsport-Veranstaltung Gent–Wevelgem wird ein Frauenradrennen ausgetragen.
Das Eintagesrennen fand erstmals 2012 statt. Es wurde im Jahr 2016 in den Kalender der neu eingeführten UCI Women’s WorldTour aufgenommen.

## Palmarès
| Jahr | Siegerin          | Zweite            | Dritte                    |
| ---- | ----------------- | ----------------- | ------------------------- |
| 2012 | Lizzie Armitstead | Iris Slappendel   | Jessie Daams              |
| 2013 | Kirsten Wild      | Sanne van Paassen | Kelly Druyts              |
| 2014 | Lauren Hall       | Janneke Ensing    | Vera Koedooder            |
| 2015 | Floortje Mackaij  | Janneke Ensing    | Chloe Hosking             |
| 2016 | Chantal Blaak     | Lisa Brennauer    | Lucinda Brand             |
| 2017 | Lotta Lepistö     | Jolien D’hoore    | Coryn Rivera              |
| 2018 | Marta Bastianelli | Jolien D’hoore    | Lisa Klein                |
| 2019 | Kirsten Wild      | Lorena Wiebes     | Letizia Paternoster       |
| 2020 | Jolien D’hoore    | Lotte Kopecky     | Lisa Brennauer            |
| 2021 | Marianne Vos      | Lotte Kopecky     | Lisa Brennauer            |
| 2022 | Elisa Balsamo     | Marianne Vos      | Maria Giulia Confalonieri |
| 2023 | Marlen Reusser    | Megan Jastrab     | Maike van der Duin        |
| 2024 | Lorena Wiebes     | Elisa Balsamo     | Chiara Consonni           |
| 2025 |                   |                   |                           |